# Kiesgrube Steinheide
Koordinaten: 50° 53′ 21″ N, 6° 36′ 57″ O
Das Naturschutzgebiet Kiesgrube Steinheide liegt auf dem Gebiet der Stadt Kerpen im Rhein-Erft-Kreis in Nordrhein-Westfalen.
Das Gebiet erstreckt sich nordwestlich der Kernstadt Kerpen und nordöstlich von Manheim, einem Stadtteil von Kerpen. Westlich verläuft die Kreisstraße 53 und südöstlich die A 4. Östlich direkt anschließend erstreckt sich das 287,1 ha große Naturschutzgebiet Bürgewald Steinheide.

## Bedeutung
Für Kerpen ist seit 1993 ein 17,83 ha großes Gebiet unter der Kenn-Nummer BM-027 als Naturschutzgebiet ausgewiesen. Die Unterschutzstellung erfolgt zur Erhaltung und Entwicklung von Lebensräumen für Tier- und Pflanzenarten. 